# The Simpsons (35.ª temporada)
A trigésima quinta temporada de The Simpsons, uma série de animação estadunidense de comédia de situação, está atualmente em exibição desde 1° de outubro de 2023 a 19 de maio de 2024, na rede de televisão Fox Broadcasting Company (Fox). Sua renovação junto a mais uma nova temporada foi anunciada em 26 de janeiro de 2023. De acordo com o serviço de mediação de audiências Nielsen Ratings, o episódio de estreia, "Homer's Crossing", foi visto por uma média de 3,58 milhões de domicílios.

## Elenco e personagens
The Simpsons conta com seis membros do elenco principal. Dan Castellaneta ficou responsável pela voz de Homer Simpson, como também dos personagens Vovó Simpson, Hans Moleman, Gil Gunderson, Barney Gumble, Mayor Quimby, Squeaky-Voiced Teen, Arnie Pye, Sideshow Mel, Krusty the Clown e Yes Guy. Julie Kavner por Marge Simpson. Enquanto, Yeardley Smith dublou apenas Lisa Simpson; seu irmão Bart ficou a encargo de Nancy Cartwright, desempenhando ainda as vozes de Maggie Simpson, Nelson Muntz, Ralph Wiggum e Database. Ademais, contou com os atores Harry Shearer (Otto Mann, Diretor Skinner, Lenny Leonard, Sr. Burns, Kent Brockman, Ned Flanders, Rainier Wolfcastle, Waylon Smithers, Reverendo Lovejoy) e Hank Azaria (Superintendent Chalmers, Chief Wiggum, Captain McCallister, Disco Stu, Kirk Van Houten, Moe Szyslak, Snake, Jebediah Springfield, Professor Frink).
Também foram reintroduzidos o personagens Milhouse van Houten e Jimbo Jones (ambos dublados por Pamela Hayden); Sr. Muntz, Srª. Vanderbilt, Agnes Skinner, Shauna Chalmers (Tress MacNeille); Dr. Hibbert (Kevin Michael Richardson); Martin Prince (Grey DeLisle); Carl Carlson e Lou (Alex Désert); Luann Van Houten (Maggie Roswell). Kimberly Brooks e Chris Edgerly ficaram responsáveis pelas vozes de personagens adicionais.

## Episódios
| N.º na série | N.º na temp. | Título original                       | Dirigido por        | Escrito por                                 | Exibição original       | Cód. de produção | Audiência nos EUA (em milhões) |
| ------------ | ------------ | ------------------------------------- | ------------------- | ------------------------------------------- | ----------------------- | ---------------- | ------------------------------ |
| 751          | 1            | "Homer's Crossing"                    | Steven Dean Moore   | Cesar Mazariegos                            | 1 de outubro de 2023    | OABF18           | 3,58                           |
| 752          | 2            | "A Mid-Childhood Night's Dream"       | Matthew Faughnan    | Carolyn Omine                               | 8 de outubro de 2023    | OABF16           | 1,11                           |
| 753          | 3            | "McMansion & Wife"                    | Debbie Bruce Mahan  | Dan Vebber                                  | 22 de outubro de 2023   | OABF20           | 1,02                           |
| 754          | 4            | "Thirst Trap: A Corporate Love Story" | Timothy Bailey      | Rob LaZebnik                                | 29 de outubro de 2023   | OABF21           | 1,06                           |
| 755          | 5            | "Treehouse of Horror XXXIV"           | Rob Oliver          | Jeff Westbrook, Jessica Conrad e Dan Vebber | 5 de novembro de 2023   | OABF17           | 4,64                           |
| 756          | 6            | "Iron Marge"                          | Matthew Faughnan    | Mike Scully                                 | 12 de novembro de 2023  | OABF22           | 1,92                           |
| 757          | 7            | "It's a Blunderful Life"              | Matthew Nastuk      | Elisabeth Kiernan Averick                   | 19 de novembro de 2023  | OABF19           | 1.11                           |
| 758          | 8            | "Ae Bonny Romance"                    | Matthew Nastuk      | Michael Price                               | 3 de dezembro de 2023   | 35ABF02          | 3.16                           |
| 759          | 9            | "Murder, She Boat"                    | Chris Clements      | Broti Gupta                                 | 17 de dezembro de 2023  | 35ABF04          | 2.08                           |
| 760          | 10           | "Do the Wrong Thing"                  | Rob Oliver          | Joel H. Cohen                               | 24 de dezembro de 2023  | 35ABF01          | 5.41                           |
| 761          | 11           | "Frinkenstein's Monster"              | Steven Dean Moore   | Joel H. Cohen                               | 18 de fevereiro de 2024 | 35ABF03          | 0.76                           |
| 762          | 12           | "Lisa Gets an F1"                     | Timothy Bailey      | Ryan Koh                                    | 25 de fevereiro de 2024 | 35ABF05          | 0.87                           |
| 763          | 13           | "Clan of the Cave Mom"                | Rob Oliver          | Brian Kelley                                | 24 de março de 2024     | 35ABF06          | 0.69                           |
| 764          | 14           | "Night of the Living Wage"            | Chris Clements      | Cesar Mazariegos                            | 7 de abril de 2024      | 35ABF07          | 0.83                           |
| 765          | 15           | "Cremains of the Day"                 | Gabriel DeFrancisco | John Frink                                  | 21 de abril de 2024     | 35ABF09          | 0.97                           |
| 766          | 16           | "The Tell-Tale Pants"                 | Steven Dean Moore   | Al Jean                                     | 5 de maio de 2024       | 35ABF10          | 0.85                           |
| 767          | 17           | "The Tipping Point"                   | Matthew Nastuk      | J. Stewart Burns                            | 12 de maio de 2024      | 35ABF11          | 0.72                           |
| 768          | 18           | "Bart's Brain"                        | Mike Frank Polcino  | J. Dan Vebber                               | 19 de maio de 2024      | 35ABF12          | 0.62                           |